# Абреакція
Абреакція (англ. abreaction; відреагування, розрядка) — термін у психоаналізі, що означає повторне переживання травматичної події, з метою дати вихід надлишку стримуваних емоцій. Іноді під абреакцією також мають на увазі спосіб усвідомлення пригнічених травматичних подій.
Абреакцією (відреагуванням) називається тільки свідоме переживання травматичної події, яка вже сталася. Несвідомий розвиток сценарію, що лякає, належить до захисних механізмів і називається відігруванням (або, що часом викликає термінологічну плутанину, «відреагуванням назовні»).

## Історія поняття
На початку своєї кар'єри Карл Юнг проявляв інтерес до абреакції, або до того, що згадувалося як «теорія травми», але згодом він прийшов до висновку, що абреакція має обмежене застосування при лікуванні неврозів. Юнг заявив:
Незабаром я виявив, що, хоча травми чітко вираженого етіологічного значення часом і присутні, проте, більшість з них виглядає вельми неправдоподібно. Вони врешті-решт виявлялися маловажливими, але навіть і як травми, їх, в кращому випадку, можна було розглядати не більше ніж привід для неврозу. Що ж особливо звертало на себе критичний погляд, — те, що чимало травм виявлялося лише продуктами уяви і ніколи насправді не траплялися. Я не міг більше уявляти, що повторювані переживання фантастично перебільшеної або повністю вигаданої травми відрізнялися б за своєю терапевтичною цінністю від процедури навіювання".
Юнг вважав, що навички, прагнення і впевненість психоаналітика в своїх силах і методах роботи мають більше значення для пацієнта, ніж перефразування старих травмуючих емоцій.

## Абреакційна терапія
Абреакційна терапія є такою формою психотерапії, за якої абреакція використовується для надання допомоги пацієнту, який страждає від посттравматичного стресового розладу, методом драматичного програвання конфліктної ситуації (усної або рольової).
Механізм дії даної терапії можна порівняти з «розкриттям гнійника». Відкриття пухлини дає можливість вивести гній і призводить до загоєння ураженої ділянки. Подібно до того, як операція з видалення гнійника може відбуватися болісно, так само повторення травматичної події може виявитися доволі неприємним для пацієнта, а спогад про біль може відчуватися фізично.

## Прояви в сучасній культурі
- У романі Томаса Пінчона «Веселка земного тяжіння» головний герой переживає безліч епізодів абреакції.
- Теодор Стерджон написав невеличкий твір під назвою «Абреакція», що описує досвід подібного роду.
- У п'єсі Пітера Шеффера Equus клімактерична сцена є епізодом абреакції.